# Messenas
Messenas est une ancienne commune française du département de l'Isère. La commune n'a connu qu'une brève existence : entre 1790 et 1794, elle est supprimée et rattachée à Saint-Marcel.
C'est donc un petit Hameau qui contient quelques habitants. Il est aussi réputé pour son centre équestre et sa salle des fêtes avec une vue imprenable. Il contient des chemins de randonnée et VTT.

## Source
- Des villages de Cassini aux communes d'aujourd'hui, « Notice communale : Messenas », sur ehess.fr, École des hautes études en sciences sociales.